# Ampulex formosa
Ampulex formosa är en  stekelart som beskrevs av Kohl 1893. Ampulex formosa ingår i släktet Ampulex och familjen Ampulicidae. Inga underarter finns listade i Catalogue of Life.